# Pamela Colman Smith
Pamela Colman Smith, använde även smeknamnet "Pixie", född 16 februari 1878 i Pimlico i London, död 18 september 1951 i Bude, Cornwall, var en brittisk-amerikansk konstnär, illustratör och författare. Hon är mest känd för att ha illustrerat Waite-Smiths divinatoriska tarotkortlek (även kallad Rider-Waite eller Rider-Waite-Smith deck) för Arthur Edward Waite.
Colman Smith föddes i London som  dotter till en amerikansk familj och växte upp i Manchester och Kingston på Jamaica. Hon 
utbildade sig till konstnär på Pratt Institute i Brooklyn i New York men fullföljde inte studierna. Hon återvände till London år 1899 efter föräldrarnas död och turnerade flera år med en teatergrupp som skådespelare och  scenograf.
Colman Smith var en sökare som inspirerades av jamaicanska och irländska folksagor och var medlem i den ockulta orden Golden Dawn, där hon mötte 
William Butler Yeats, och år 1911 konverterade hon till katolik. Hon har illustrerat mer än tjugo böcker och en mängd artiklar, men kämpade för att bli accepterad av manliga förläggare. Hon gifte sig aldrig, fick inga barn och umgicks huvudsakligen med kvinnor.